# Alna

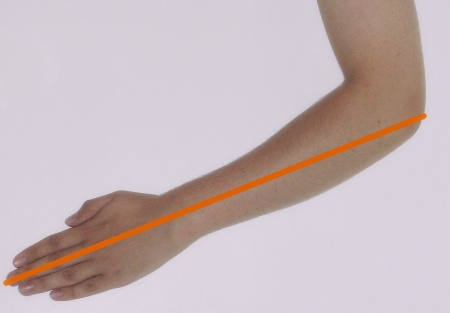
La medida de un codo, generalmente tomada desde el dedo medio hasta el codo de un adulto. 1 alna = 2 codos

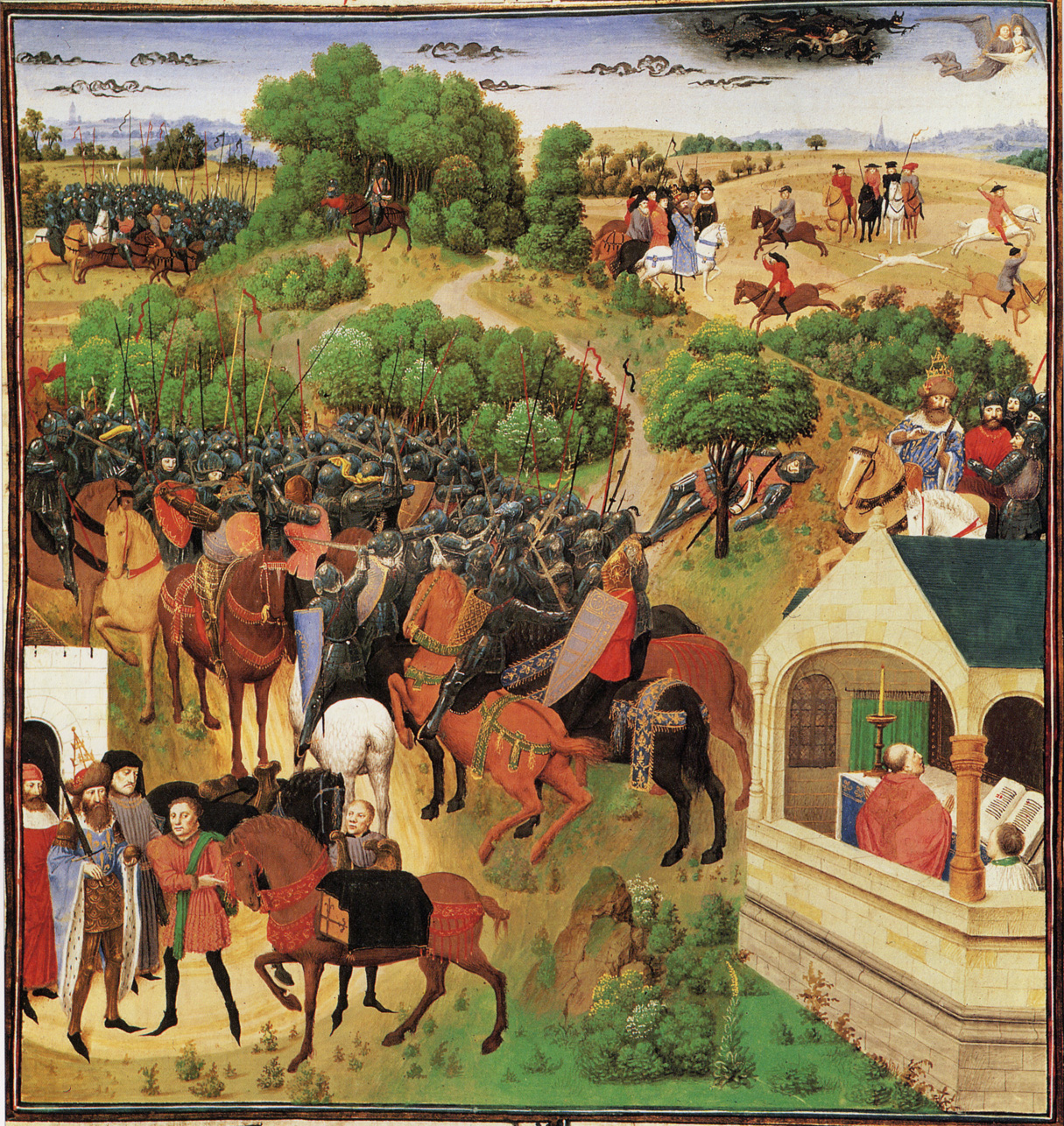
Ocho etapas de la Canción de Roldán en una imagen, dentro de las Grandes Crónicas de Francia (siglo XV), en un ejemplar conservado al Museo del Ermitage de San Petersburgo

El alna era una medida de longitud equivalente a dos codos.  Un codo  era la distancia que hay entre el codo y la punta del dedo corazón de la mano. Se subdividía en 4 palmos. Normalmente se utilizaba en paños de entre medio y un metro.
Fue utilizada en la Cataluña Vieja y después a partir del siglo XIII en el reino de Valencia. Se utilizaba sobre todo para medir tejidos en Lérida, Seo de Urgel y en Cervera. En Valencia un alna equivalía a cuatro palmos, lo que en la actualidad sería aproximadamente medio metro.

## Confusión entre "alna" y "ulna
Existió una antigua unidad de medida llamada “ulna” muy parecida al “cubitus” (codo).
Hay varios términos derivados que corresponden a unidades de medida basadas en el concepto anterior, que podrían denominarse “ulnas” o “alnas de media vara”: 
- ell (inglés)
- allen (danés)
- elle (alemán)
- aln (sueco)...

El ”aune” francesa y el alna valenciana podrían denominarse “alnas de dos ulnas” o “alnas de vara”.

## Correspondencias
Según : Real Orden de 9 de diciembre de 1852, por la que se determinan las tablas de correspondencia recíproca entre las pesas y medidas métricas y las actualmente en uso (Diccionario jurídico-administrativo. Madrid,1858).
| Nombre unidad    | Longitud (mm) | Notas |
| ---------------- | ------------- | ----- |
| Vara de Burgos   | 835,905       | --    |
| Vara de Toledo   | 837           | ?     |
| Alna de Valencia | 906           | --    |
| Yard             | 914,4         | --    |
| “Aune” de París  | 1188,4        | --    |

## Documentos
El alna fue una unidad de medida muy importante y con una historia complicada. La consulta directa de algunos documentos tendría que facilitar la comprensión del tema.
- 1150. E la Canción de Rotllan se menciona la alna (“alne”) un par de golpes, con el sentido claro de una unidad de medida de la longitud.[2]
- 1238. Conquista de Valencia. Jaume el Conquistador determina el alna de Valencia, y la hace igual a la alna de Lérida.[3][4][5][6][7]
- 1248. Vara de Toledo de medida indeterminada.[8]
- 1260. Portaferrissa, en esta puerta Jaume I fijó una barra de hierro que servía para contrastar una de las medidas longitudinales.[9]
- 1261. Alfons X el Sabio . Impone la vara de Toledo, igual a la alna de Valencia: “E todos los pannos tan bien de lana cuemo de lino, e qualesquier otros que se an de medir por vara, mídanlos por esta vara que vos enviamos”.[8]
- 1278. Costumbres de Lérida (Consuetudinis Ilerdenses).[10]

“ De alnis: Similiter alnae debent probari cum alna ferrea, quae est posita in arcu tabularum”. 
 “De las alnas: De manera similar, las alnas es necesario comprobarlas con el alna de hierro que está guardada en la caja de las tablas”.
 Viage literario a las iglesias de España . Jaime Villanueva. Vol. 16. Pàgina.

- 1307. En las ordinaciones dadas por el obispo Pierre de Pleine-Chassaigne a la villa de Rodez (Aveyron) se estipula que los patrones de las unidades de medida tienen que guardarse bajo tres cerraduras (con tres claves: una en poder del alcalde, la otra en poder del cónsul y la tercera guardada por una persona designada con documento firmado ). Las alnes particulares se tienen que contrastar con la alna patrón y tienen que ser: “…Et alna sit divisa in quatuor palmas equales; et sit fortis et non flexibilis…” (Trad.: El alna tiene que estar dividida en cuatro palmos iguales; y tiene que ser fuerte y no flexible.).[11]
- 1310. “... Item que tot hom deja mesurar totes les canes e les alnes ab la mesura de la cort “. Documentado en  Perpiñán[12][13]
- 1348. Alfonso XI de Castilla impone la vara de Burgos.
- 1436. Cortes de Toledo. La vara de Toledo era una octava parte menor que la vara de Burgos.[14]
- 1436. El rey Juan II de Castilla  vuelve a imponer la vara de Toledo.[8]
- 1494. Una pieza de terciopelo verde de Gandia , sin albarán, medido (alnat) y confiscado en Valencia.[15]
- 1496. Los Reyes Católicos  recordaron la obligación de usar  la vara  de Toledo.[16]
- 1521. Ejemplo del uso del alna para medir tejidos.[17]
- 1547. Longitud de las espadas.[18][19]
- 1556. Precisión sobre la legua valenciana de 4 millas.[20]

"Los magnifichs Jurats e Racional de la Ciutat de Valencia, excepto Berenguer, lo qual era exempt, ajuntats en la cambra del consell secret: ...Per ço, pera que de así avant se lleve tota manera de dubte, proveheixen que una llegua de terra tinga en si quatre milles; e cascuna milla mil pasos geometrichs; e cascun pas geometrich cinch peus; e cascun peu quatremans; e cascuna ma quatre dits; e cascun dit quatre grans de ordi ben granat."
Manual de Consells de la ciutat de València. 19 de juny de 1556.

- 1568. Felipe II de España. Vara de Burgos.
- 1757. Carta de Gregorio Mayans y Siscar : “…el rey Don Jaime mandó que en el Tribunal del Almotacén huviesse una vara de hierro, que aún hoi se guarda, para que fuesse la medida de todas varas”.[21]
- 1794. Según el padre Toscano (de acuerdo con Vicent del  Olmo), el pie romano era igual al pie de Valencia.[22]
- 1828. Cien “aunes” de París = 120 alnes de Valencia.[23]

## Resumen histórico
En la ciudad de Toledo  había una vara, mencionada en un documento, de longitud indeterminada. En Lérida  había una alna de longitud, también, indeterminada.
Cerca del 1238 y al poco de la conquista de Valencia, Jaume el Conquistador determinó que la unidad de longitud fuera el alna, igual al alna de Lérida. (Supuestamente igual a 3 pies romanos: divisible por 3 unidades “tradicionales”. Y divisible por 4 palmos exactos.).
El año 1261, Alfonso X el Sabio, envió a Toledo el patrón de la “nueva” vara castellana, igual al alna de Valencia. Todo parece indicar que suegro y yerno se dieron cuenta de la conveniencia de adoptar una misma unidad de medida.
La vara de Toledo no prosperó y fue sustituida por la vara de Burgos. La lucha por las “varas” y las “leguas” en Castilla duró hasta que se adoptó el sistema métrico decimal. El alna de Valencia fue siempre la misma, desde 1238 hasta la adopción del metro.